# Campo Bandiera e Moro
Le Campo Bandiera e Moro, également connu sous le nom de Campo de la Bragora, est un campo de Venise situé dans le quartier de Castello, non loin du Rio de la Pietà qui le relie à la Riva degli Schiavoni.
Le nom Campo de la Bragora dérive du nom de l'îlot homonyme où se trouve le campo, qui a ensuite été nommé d'après les patriotes frères Bandiera et Domenico Moro, étant donné que les deux premiers vivaient au Palazzo Soderini situé sur cette place.

## Galerie

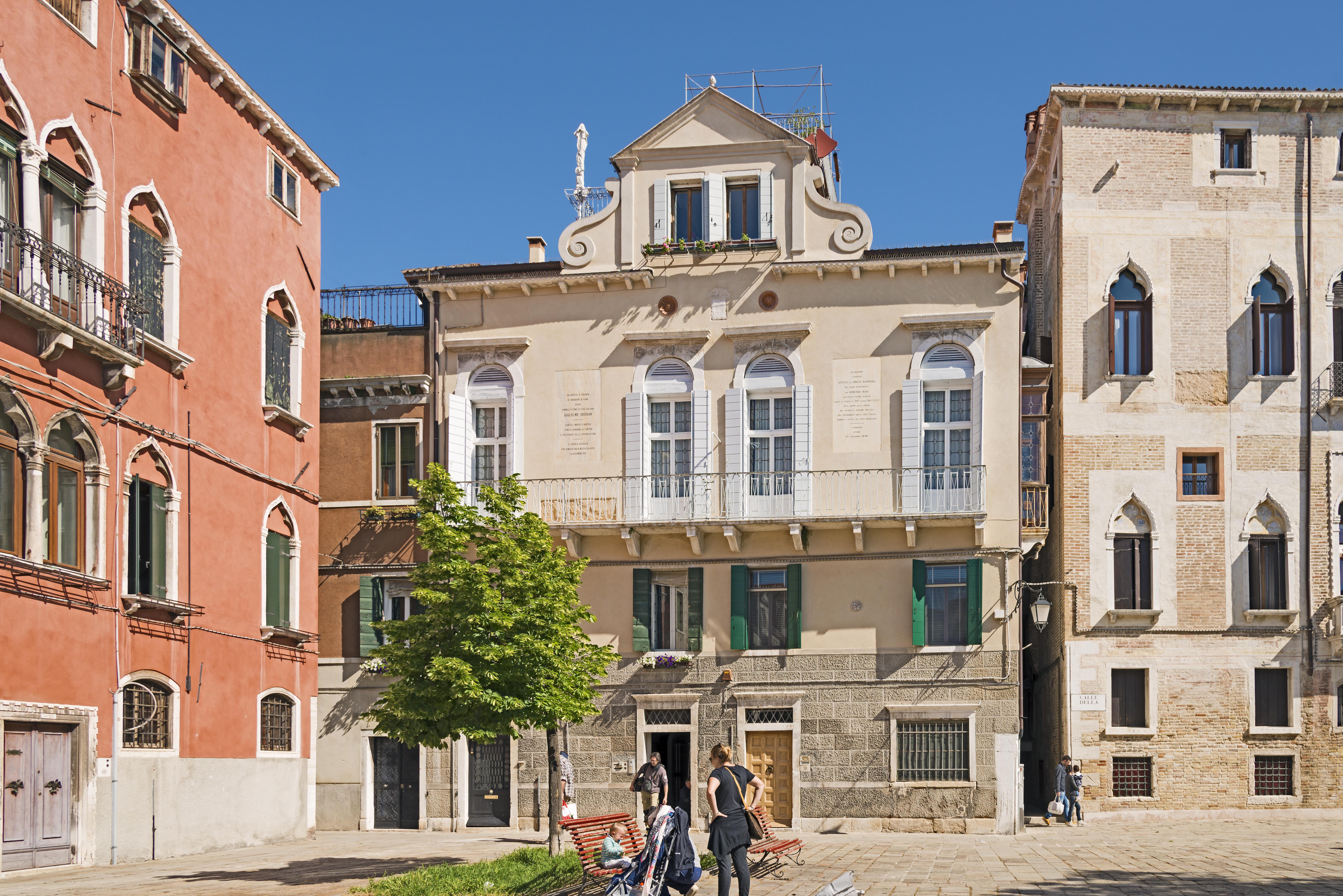
Palazzo Soderini, maison des frères Bandiera
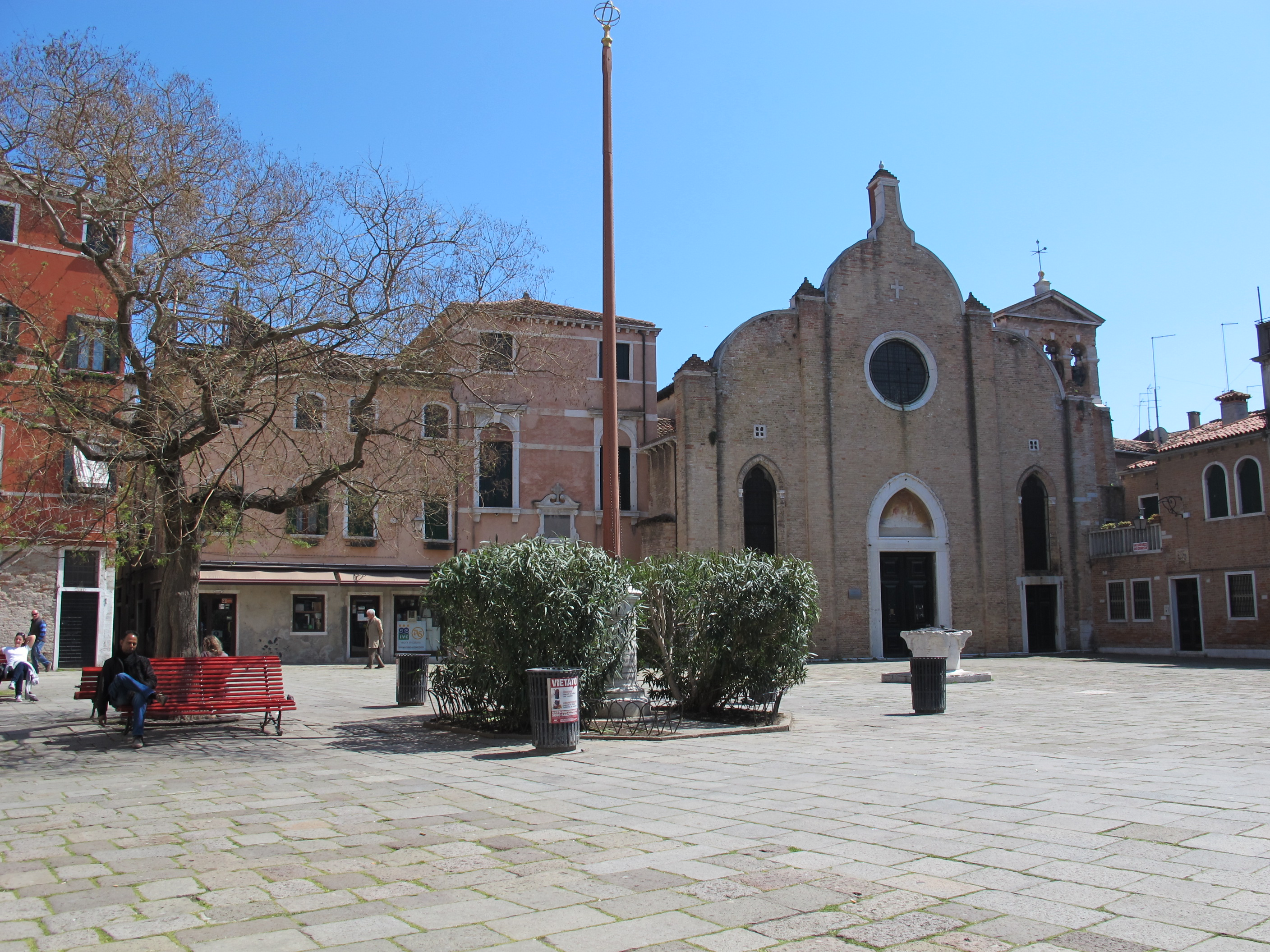
Vue de l'église de San Giovanni in Bragora
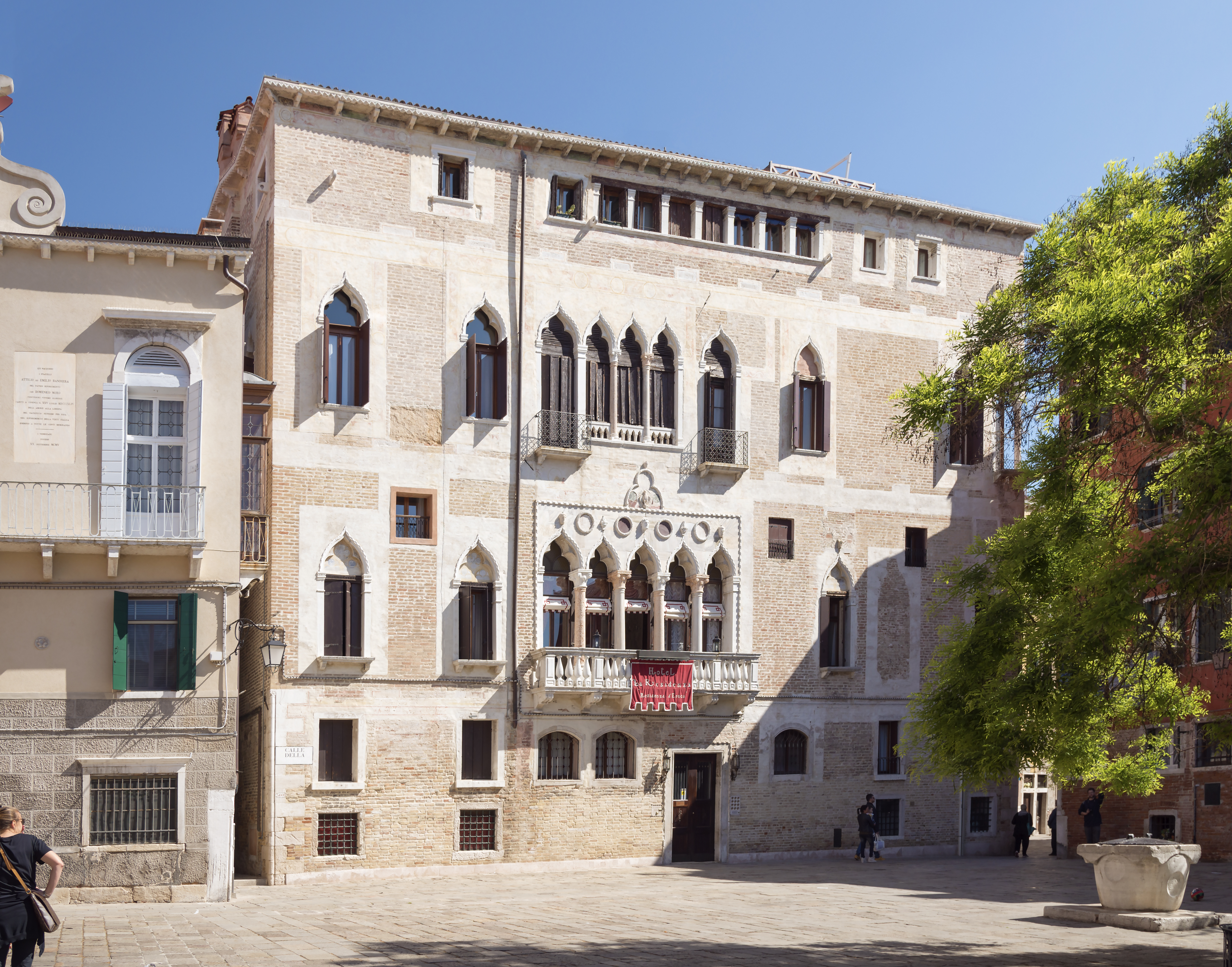
Vue du Palais Gritti Badoer